# Hadena lypra
Hadena lypra är en fjärilsart som beskrevs av Rudolf Püngeler 1904. Hadena lypra ingår i släktet Hadena och familjen nattflyn. Inga underarter finns listade i Catalogue of Life.